# StartCom Linux
StartCom Linux（スタートコム・リナックス）とは、Red Hat Enterprise Linux (RHEL) と互換性のあるLinuxである。
RHEL5ベースのLiunxを他のRHEL互換ディストリビューションよりもいち早く登場したため注目された。サーバ向けのStartCom Enterprise Linuxと、デスクトップ用途向けのStartCom MultiMedia Editionが存在する。